# Preben Vildalen
Preben Vildalen (Kristiansand, 6 de junio de 1972) es un exjugador de balonmano noruego que jugaba de central. Su último equipo fue el ØIF Arendal de su país. Fue un componente de la selección de balonmano de Noruega, con la que disputó 201 partidos.

## Palmarés

### Sandefjord
- Liga de Noruega de balonmano (2): 1999, 2006

## Clubes
| Club             | País     | Año         |
| ---------------- | -------- | ----------- |
| Kristiansands IF | Noruega  | ? - 1997    |
| Sandefjord TIF   | Noruega  | 1997 - 2000 |
| ThSV Eisenach    | Alemania | 2000 - 2003 |
| SV Post Schwerin | Alemania | 2003 - 2005 |
| Sandefjord TIF   | Noruega  | 2005 - 2007 |
| ØIF Arendal      | Noruega  | 2007 - ?    |